# Vuelo 103 de Far Eastern Air Transport
El vuelo 103 de Far Eastern Air Transport era un vuelo nacional de Taiwán desde el aeropuerto de Taipéi Songshan Taipéi al aeropuerto Internacional de Kaohsiung que se estrelló el 22 de agosto de 1981, matando a las 110 personas a bordo. El avión Boeing 737-222 se desintegró en el aire y se estrelló en el área de doble foso de Sanyi Township Miaoli County Mountain Village. También se conoce como el desastre aéreo de Sanyi. El accidente es el segundo accidente de aviación más mortal en suelo taiwanés, detrás del vuelo 676 de China Airlines.

## Aeronave
Modelo de avión: Boeing 737-222

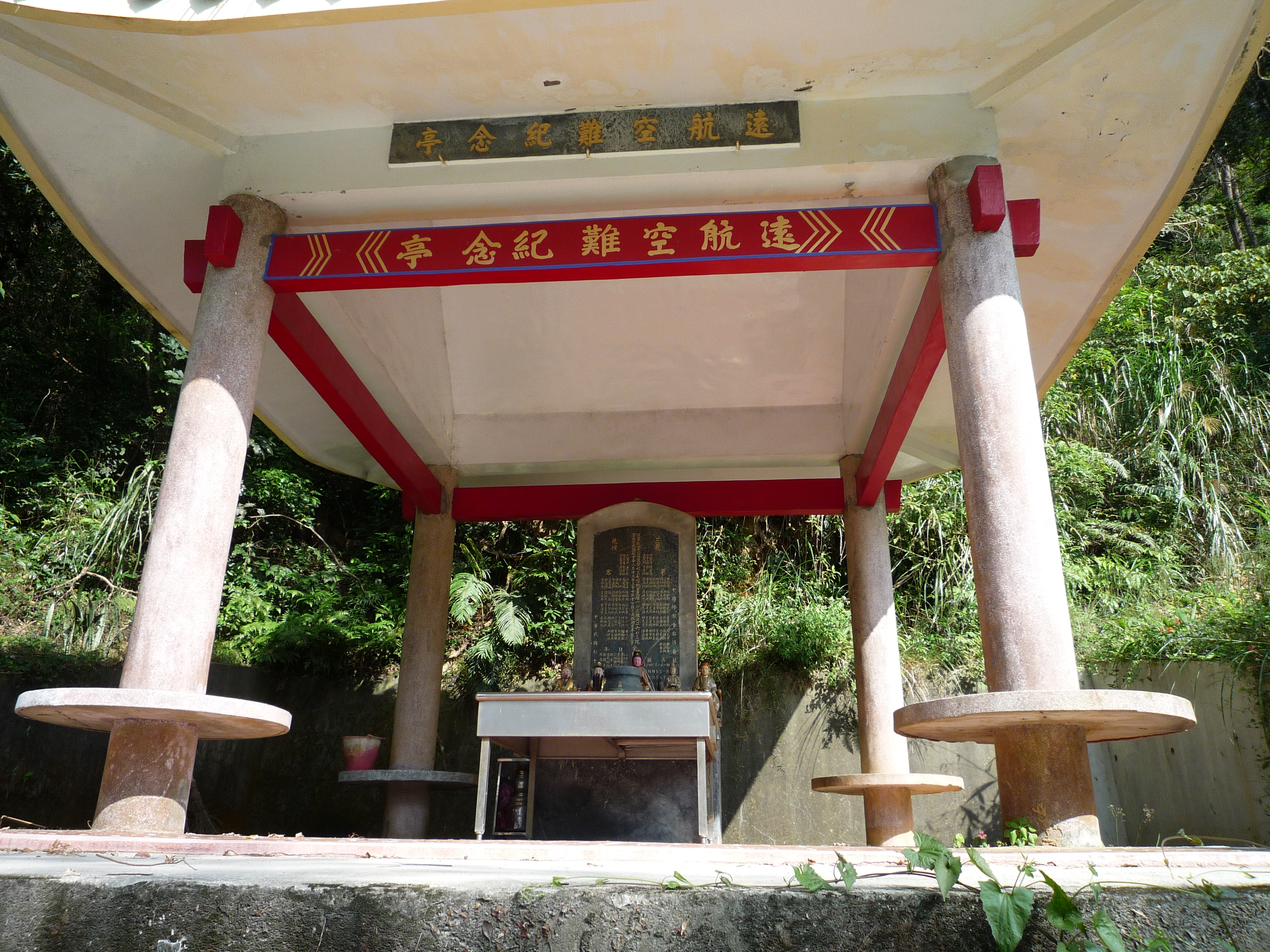
El cenotafio del accidente del vuelo 103 de Far East Air Transport.

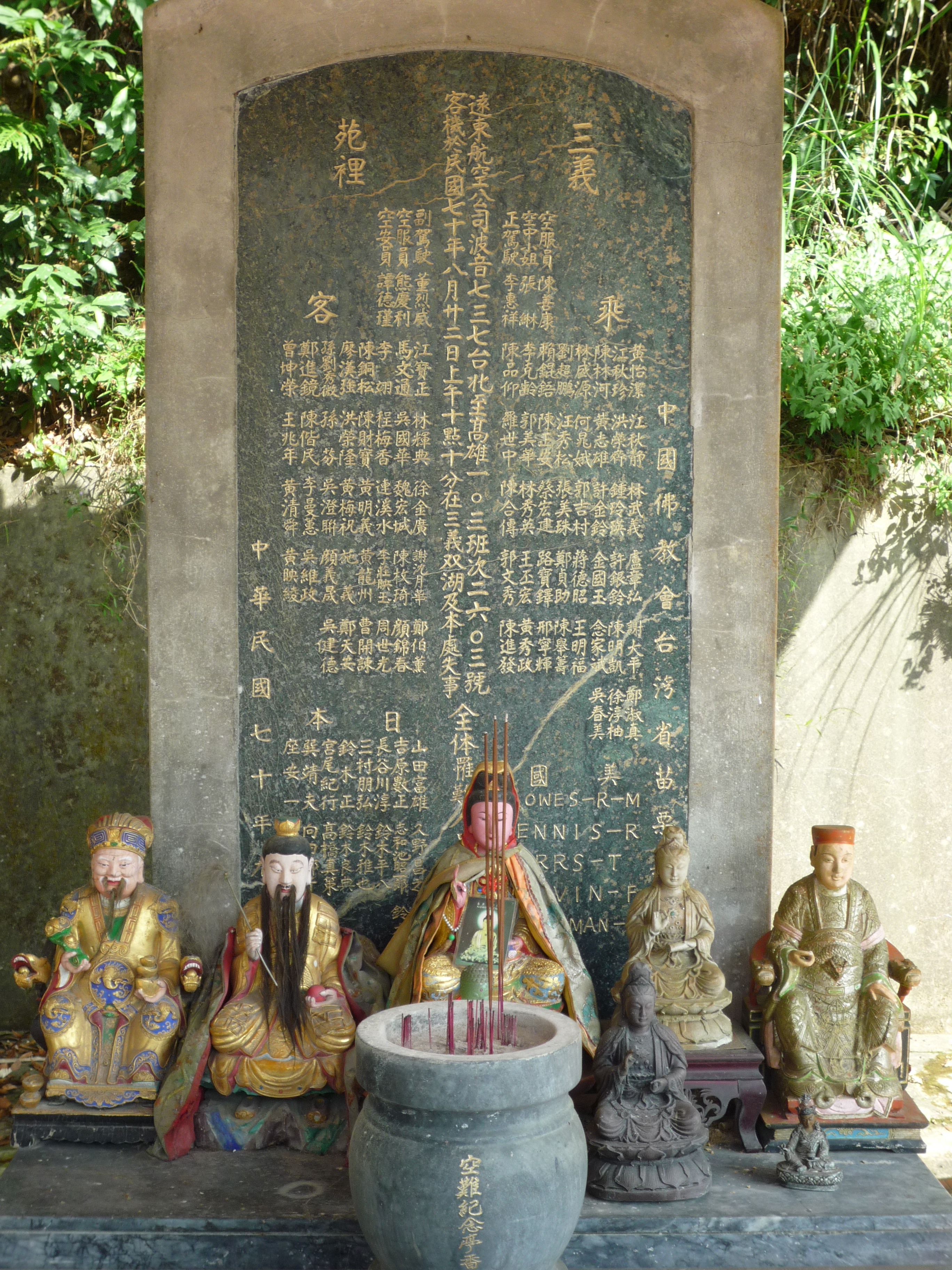
Monumento con los nombres de las víctimas.

Número de serie de fabricación (msn): 19939/151
Matrícula: B-2603 (ex  United Airlines N9058U)
Año de fabricación: 1969
Edad: 12 años y 4 meses

## Accidente
El avión había perdido previamente presión en la cabina el 5 de agosto; y más temprano el día del accidente había salido del aeropuerto de Songshan pero la tripulación abortó el vuelo diez minutos más tarde por la misma razón. Después de que se hicieron las reparaciones, la aeronave partió del aeropuerto Songshan nuevamente con destino al aeropuerto internacional de Kaohsiung. 14 minutos después del despegue, la aeronave sufrió una descompresión explosiva y se desintegró. Los restos estaban esparcidos en un área de 4 millas (6 km) ubicada a unas 94 millas (151 km) al sur de Taipéi. La nariz se estrelló en Sanyi Township, condado de Miaoli. Otros escombros se estrellaron en el municipio de Yuanli, el municipio de Tongluo y el municipio de Tongxiao. Los 110 pasajeros y la tripulación murieron. Después del accidente, debido a que el área estaba en una región montañosa, el tráfico por carretera se detuvo. Los restos de las víctimas fueron transportados por carretera a la estación de tren de Shengxing y desde allí fueron transportados en tren.

## Investigación
Aunque se especuló que el accidente fue causado por un artefacto explosivo, una investigación de la Junta de Aeronáutica Civil de la República de China concluyó que la corrosión severa condujo a una ruptura del casco a presión. La corrosión severa se debió a los muchos ciclos de vuelo de presurización que había experimentado la aeronave, y probablemente no se detectaron las grietas producidas.

## Consecuencias
Después del accidente, Far Eastern Air Transport suspendió los vuelos números 103 y 104 (también involucrado en un accidente); aunque se reanudaron algún tiempo después, pero en septiembre de 2007 la aerolínea suspendió su uso nuevamente, debido al impacto del tráfico del tren de alta velocidad de Taiwán en la ruta Taipéi - Kaohsiung.

## Galería

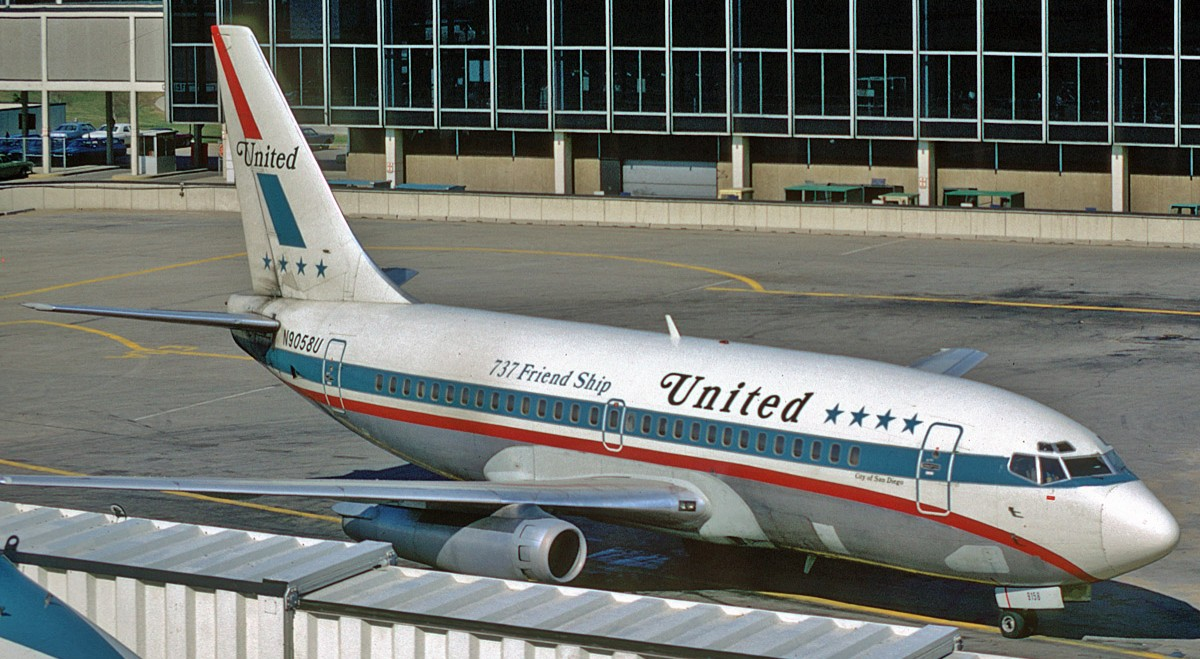
El avión involucrado en el accidente fotografiado en 1974 mientras estaba en servicio con United Airlines.